# Lohgarh
Lohgarh est un village situé dans le district de Ludhiana dans la province du Pendjab en Inde.
Le village est délimité par les villages de Meman Singh et Narangwal.
Il a une population d'environ 1000 habitants et la principale activité du village est l'agriculture.
La principale ville à proximité est Jodhan située à 8 km.